# Joaquim Cruz
Joaquim Cruz, född den 12 mars 1963, är en brasiliansk före detta friidrottare som tävlade i medeldistanslöpning främst 800 meter.
Cruz genombrott kom när han vid VM 1983 i Helsingfors blev bronsmedaljör på 800 meter. Under 1984 deltog han vid Olympiska sommarspelen 1984 där han blev guldmedaljör efter att sprungit på 1.43,00. 
Samma år sprang han 800 meter på 1.41,77 vid en tävling i Köln. Tiden var bara 4 hundradelar från Sebastian Coes dåvarande världsrekord. Fortfarande är tiden den fjärde snabbaste någonsin. De som sprungit snabbare är Sebastian Coe, Wilson Kipketer och David Lekuta Rudisha.
Vid Olympiska sommarspelen 1988 i Söul misslyckades han att försvara sitt guld då han slutade tvåa efter Paul Ereng.

## Personliga rekord
- 800 meter - 1.41,77